# Chelodina colliei
La tortuga de cuello de serpiente del suroeste, también conocida como la tortuga de cuello de serpiente de pecho estrecho (Chelodina colliei) es una especie de tortuga del género Chelodina, perteneciente a la familia Chelidae. Fue descrita científicamente por Gray en 1856.

## Distribución
Se encuentra en	Australia (sudoeste de Australia Occidental).